# The Winner is... (seizoen 1)
Het eerste seizoen van het Nederlandse talentenjachtprogramma The Winner is... ging van start op 26 januari 2012, en telde in totaal acht afleveringen. De laatste uitzending was op 15 maart 2012. De presentatie was in handen van Beau van Erven Dorens en Jeroen van der Boom was dit seizoen het enige "vakjurylid", naast de honderdkoppige publieksjury.

## Eerste ronde
| De winnende kandidaat van het duel in deze ronde |

| Aflevering | Duelinformatie                                    | Duelinformatie | Duelinformatie                                      | Categorie            |
| Aflevering | Eerste optreden                                   | Beoordeling    | Tweede optreden                                     | Categorie            |
| ---------- | ------------------------------------------------- | -------------- | --------------------------------------------------- | -------------------- |
| 1          | Mary Davis Junior - "Respect"                     | 5-96           | Francesca Romijn – "Ain't No Sunshine"              | Vrouwelijke solisten |
| 2          | Nadeche Laumen - "Start of something good"        | 94-7           | Eva Luitsz - "When you say nothing at all"          | Vrouwelijke solisten |
| 3          | Kim Stolker - "Chasing Pavements"                 | 2-99           | Jill van Leeuwen - "Hurt"                           | Vrouwelijke solisten |
| 4          | Lana Wolf - "Like the Way I Do"                   | 33-68          | Robina Souilljee - "You know I'm no good"           | Vrouwelijke solisten |
|            |                                                   |                |                                                     |                      |
| 1          | Denise en Genelva - "Valerie"                     | 29-72          | Marie Louise en Joyce – "Someone Like You"          | Families             |
| 2          | The Family Pondman - "Bohemian Rhapsody"          | 62-39          | 5 Brothers - "Not over you"                         | Families             |
| 3          | Covers in Jeans - "How Deep Is Your Love"         | 66-35          | Superrr trio - "Umbrella"                           | Families             |
| 4          | Amanipa - "No one"                                | 33-65          | Marissa & Danita - "Broken Strings"                 | Families             |
|            |                                                   |                |                                                     |                      |
| 1          | Valentijn Hoogwerf - "Ordinary People"            | 36-65          | Neil van der Hulst – "Billionaire"                  | Jeugd                |
| 2          | Karlijn Verhagen - "Out here on my own"           | 56-45          | Quinty Schier - "Loving you"                        | Jeugd                |
| 3          | Finn Karels - "Ben"                               | 47-54          | Jurre Otto - "I'm Yours"                            | Jeugd                |
| 4          | Jackie Teerenstra - "Mercy"                       | 60-41          | Melissa Janssen - "Lost"                            | Jeugd                |
|            |                                                   |                |                                                     |                      |
| 1          | Rockalicious - "I Don't Want To Miss A Thing"     | 91-10          | Ready – "Denis"                                     | Zanggroepen          |
| 2          | Sim'ran - "We Found Love"                         | 63-38          | CPG - "American Boy"                                | Zanggroepen          |
| 3          | Rrandom - "I would stay"                          | 31-70          | Face it - "Fuckin' perfect"                         | Zanggroepen          |
| 4          | Femme Vocaal - "Angels"                           | 77-24          | Seven Sisters - "You To Me Are Everything"          | Zanggroepen          |
|            |                                                   |                |                                                     |                      |
| 1          | Cherwin Muringen - "Wonderful World"              | 66-35          | Matteo Porcu – "No Mercy"                           | Mannelijke solisten  |
| 2          | Marcel Duprix - "Waiting on the World to Change"  | 30-71          | Mitchell Bouterse - "Make The World A Better Place" | Mannelijke solisten  |
| 3          | Roscoe Jozefzoon - "Time After Time"              | 67-34          | Carlton Krips - "She Will Be Loved"                 | Mannelijke solisten  |
| 4          | John Zwarthoed - "Waiting on the World to Change" | 33-68          | Thijs Poorterman - "No Surrender"                   | Mannelijke solisten  |
|            |                                                   |                |                                                     |                      |
| 1          | Josje en Angela - "Single Ladies"                 | 87-14          | Margreet en Angela – "Sweet Dreams"                 | Duo's                |
| 2          | BadBoyz - "The Lazy Song"                         | 28-73          | Lejay & Lorindo - "End of the Road"                 | Duo's                |
| 3          | Sanne & Bo - "Michelle"                           | 58-43          | Sister Sister - "Rolling in the Deep"               | Duo's                |
| 4          | JK - "Faith"                                      | 45-56          | YAMS - "Come on over"                               | Duo's                |
|            |                                                   |                |                                                     |                      |
| 1          | Lucienne Voormeulen - "Three Days In A Row"       | 42-59          | Pieter Oppelaar – "Just The Way You Are"            | 40+                  |
| 2          | Patrick Chapell - "Crazy"                         | 0-101          | Bryan B - "I wanna know what love is"               | 40+                  |
| 3          | Albertina Klap-Vergouwen - "Somebody to Love"     | 30-71          | Maus Kuppens - "One Word"                           | 40+                  |
| 4          | Franky Rampen - "What's Going On"                 | 73-28          | Jayms Bulo - "Me and Mrs. Jones"                    | 40+                  |
|            |                                                   |                |                                                     |                      |
| 1          | Loïs Lane - "It's The First Time"                 | 31-70          | Lilian Day Jackson – "Natural Woman"                | Professionals        |
| 2          | Anita Heilker - "Don't know why"                  | 2-99           | Des'Ray - "River Deep - Mountain High"              | Professionals        |
| 3          | Dewi Pechler - "Just The Way You Are"             | 51-50          | René Schuurmans - "Hou me vast"                     | Professionals        |
| 4          | Alides Hidding - "When A Man Loves A Woman"       | 36-65          | Joost Marsman - "Altijd Wel Iemand"                 | Professionals        |

## Tweede ronde
| De winnende kandidaat van het duel in deze ronde |

| Aflevering | Duelinformatie                                      | Duelinformatie | Duelinformatie                                   | Categorie            |
| Aflevering | Eerste optreden                                     | Beoordeling    | Tweede optreden                                  | Categorie            |
| ---------- | --------------------------------------------------- | -------------- | ------------------------------------------------ | -------------------- |
| 1          | Nadeche Laumen - "Domino"                           | 3-98           | Jill van Leeuwen - "Listen"                      | Vrouwelijke solisten |
| 2          | Robina Souilljee - "Sober"                          | 39 - 62        | Francesca Romijn - "Let's Dance"                 | Vrouwelijke solisten |
|            |                                                     |                |                                                  |                      |
| 1          | The Family Pondman - "Don't Stop Me Now"            | 1-100          | Marie-Louise & Joyce - "Rehab"                   | Families             |
| 2          | Covers in Jeans - "Nights on Broadway"              | 50-51          | Marissa & Danita - "Battlefield"                 | Families             |
|            |                                                     |                |                                                  |                      |
| 1          | Jurre Otto - "Marry You"                            | 58-43          | Neil van der Hulst - "Love Song"                 | Jeugd                |
| 2          | Karlijn Verhagen - "It's a Man's Man's Man's World" | 23-78          | Jackie Teerenstra - "Make You Feel My Love"      | Jeugd                |
|            |                                                     |                |                                                  |                      |
| 1          | Face it - "Jump"                                    | 0-101          | CPG - "Lady Marmelade"                           | Zanggroepen          |
| 2          | Rockalicious - "You Give Love a Bad Name"           | 30 - 71        | Femme Vocale - "Hold On"                         | Zanggroepen          |
|            |                                                     |                |                                                  |                      |
| 1          | Roscoe Jozefzoon - "Grenade"                        | 12-89          | Thijs Poorterman - "You Give Me Something"       | Mannelijke solisten  |
| 2          | Cherwin Muringen - "Bad Day"                        | 3-98           | Marcel Duprix - "Dance Little Sister"            | Mannelijke solisten  |
|            |                                                     |                |                                                  |                      |
| 1          | Lejay & Lorindo - "Story To Tell"                   | 95-6           | Sanne & Bo - "I'm Walking On Sunshine"           | Duo's                |
| 2          | YAMS - "I Don't Need a Man"                         | 1-100          | Josje en Angela - "Don't Let Go"                 | Duo's                |
|            |                                                     |                |                                                  |                      |
| 1          | Maus Kuppens - "What Have You Done"                 | 8-93           | Franky Rampen - "I Wonder Why"                   | 40+                  |
| 2          | Pieter Oppelaar - "Save Room"                       | 0-101          | Bryan B - "Circle of Life"                       | 40+                  |
|            |                                                     |                |                                                  |                      |
| 1          | Des'Ray - "Halo"                                    | 72-29          | Dewi Pechler - "Good God"                        | Professionals        |
| 2          | Joost Marsman - "Laat me"                           | 42-59          | Lilian Day Jackson - "Signed, Sealed, Delivered" | Professionals        |

## Achtste finale
| De winnende kandidaat van het duel in deze ronde |

| Duelinformatie                          | Duelinformatie | Duelinformatie                              | Categorie            |
| Eerste optreden                         | Beoordeling    | Tweede optreden                             | Categorie            |
| --------------------------------------- | -------------- | ------------------------------------------- | -------------------- |
| Jill van Leeuwen - "I Have Nothing"     | 85-16          | Fransesca Romijn - "I Will Survive"         | Vrouwelijke solisten |
|                                         |                |                                             |                      |
| Marissa & Danita - "Apologize"          | 46-55          | Marie-Louise & Joyce - "Everytime We Touch" | Families             |
|                                         |                |                                             |                      |
| Jurre Otto - "Hey, Soul Sister"         | 4-97           | Jackie Teerenstra - "Son of a Preacher Man" | Jeugd                |
|                                         |                |                                             |                      |
| Femme Vocaal - "More Than Words"        | 8-93           | CPG - "No More Tears"                       | Zanggroepen          |
|                                         |                |                                             |                      |
| Marcel Duprix - "Everlasting Love"      | 45-56          | Thijs Poorterman - "One"                    | Mannelijke solisten  |
|                                         |                |                                             |                      |
| Lejay & Lorindo - "Crazy in love"       | 27-74          | Josje & Angela - "Shackles"                 | Duo's                |
|                                         |                |                                             |                      |
| Bryan B - "If you don't know me by now" | 88-13          | Franky Rampen - "Somebody Else's Guy"       | 40+                  |
|                                         |                |                                             |                      |
| Lilian Day Jackson - "Proud Mary"       | 0-101          | Des'Ray - "All By Myself"                   | Professionals        |

## Kwartfinale
| De winnende kandidaat van het duel in deze ronde |

| Categorie            | Duelinformatie                       | Duelinformatie | Duelinformatie                       | Categorie           |
| Categorie            | Eerste optreden                      | Beoordeling    | Tweede optreden                      | Categorie           |
| -------------------- | ------------------------------------ | -------------- | ------------------------------------ | ------------------- |
| Vrouwelijke solisten | Jill van Leeuwen - "Hero"            | 73 - 28        | Marie-Louise & Joyce - "Bad Boys"    | Families            |
|                      |                                      |                |                                      |                     |
| Jeugd                | Jackie Teerenstra - "Turning Tables" | 57 - 44        | Thijs Poorterman - "The A Team"      | Mannelijke solisten |
|                      |                                      |                |                                      |                     |
| Professionals        | Des'Ray - "Firework"                 | 40 - 61        | Josje & Angela - "I'm Every Woman"   | Duo's               |
|                      |                                      |                |                                      |                     |
| Zanggroepen          | CPG - "It's Raining Men"             | 47 - 54        | Bryan B - "The greatest love of all" | 40+                 |

## Halve finale
| De winnende kandidaat van het duel in deze ronde |

| Categorie            | Duelinformatie                            | Duelinformatie | Duelinformatie                                    | Categorie |
| Categorie            | Eerste optreden                           | Beoordeling    | Tweede optreden                                   | Categorie |
| -------------------- | ----------------------------------------- | -------------- | ------------------------------------------------- | --------- |
| Vrouwelijke solisten | Jill van Leeuwen - ''One moment in time'' | 72 - 29        | Jackie Teerenstra - "Sweet About Me"              | Jeugd     |
|                      |                                           |                |                                                   |           |
| Duo's                | Josje & Angela - "Ain't Nobody"           | 32 - 69        | Bryan B - "How Am I Supposed to Live Without You" | 40+       |

## Finale
| De winnende kandidaat van het duel in deze ronde |

| Categorie            | Duelinformatie              | Duelinformatie         | Duelinformatie                        | Categorie |
| Categorie            | Eerste optreden             | Beoordeling            | Tweede optreden                       | Categorie |
| -------------------- | --------------------------- | ---------------------- | ------------------------------------- | --------- |
| Vrouwelijke solisten | Jill van Leeuwen - "Listen" | 77,3 - 123,7 (45 - 56) | Bryan B - "I wanna know what love is" | 40+       |

## Kijkcijfers
| Aflevering             | Datum            | Kijkcijfers | Plek | kdh | madl |
| ---------------------- | ---------------- | ----------- | ---- | --- | ---- |
| Aflevering 1           | 26 januari 2012  | 1.080.000   | 11   | 7,0 | 15,5 |
| Aflevering 2           | 2 februari 2012  | 642.000     | 20   | 4,2 | 9,3  |
| Aflevering 3           | 9 februari 2012  | 813.000     | 19   | 5,3 | 11,5 |
| Aflevering 4           | 16 februari 2012 | 520.000     | -    | 3,4 | 7,5  |
| Aflevering 5           | 23 februari 2012 | 465.000     | -    | 3,0 | 6,9  |
| Aflevering 6           | 1 maart 2012     | 521.000     | -    | 3,4 | 7,7  |
| Aflevering 7           | 8 maart 2012     | 449.000     | -    | 2.9 | 6.4  |
| De Finale              | 15 maart 2012    | 691.000     | 22   | 4,5 | 10,2 |
| De Finale (De Uitslag) | 15 maart 2012    | 906.000     | 16   | 5,9 | 20,2 |